# Marchantia quadrata
Marchantia quadrata — вид печіночників родини маршанцієвих (Marchantiaceae).

## Характеристики
Рослини однодомні або дводомні. Плодоношення моху часте, а спори дозрівають з травня по серпень.

## Поширення
Зареєстрований у Європі, Азії й Північній Америці.

## Галерея

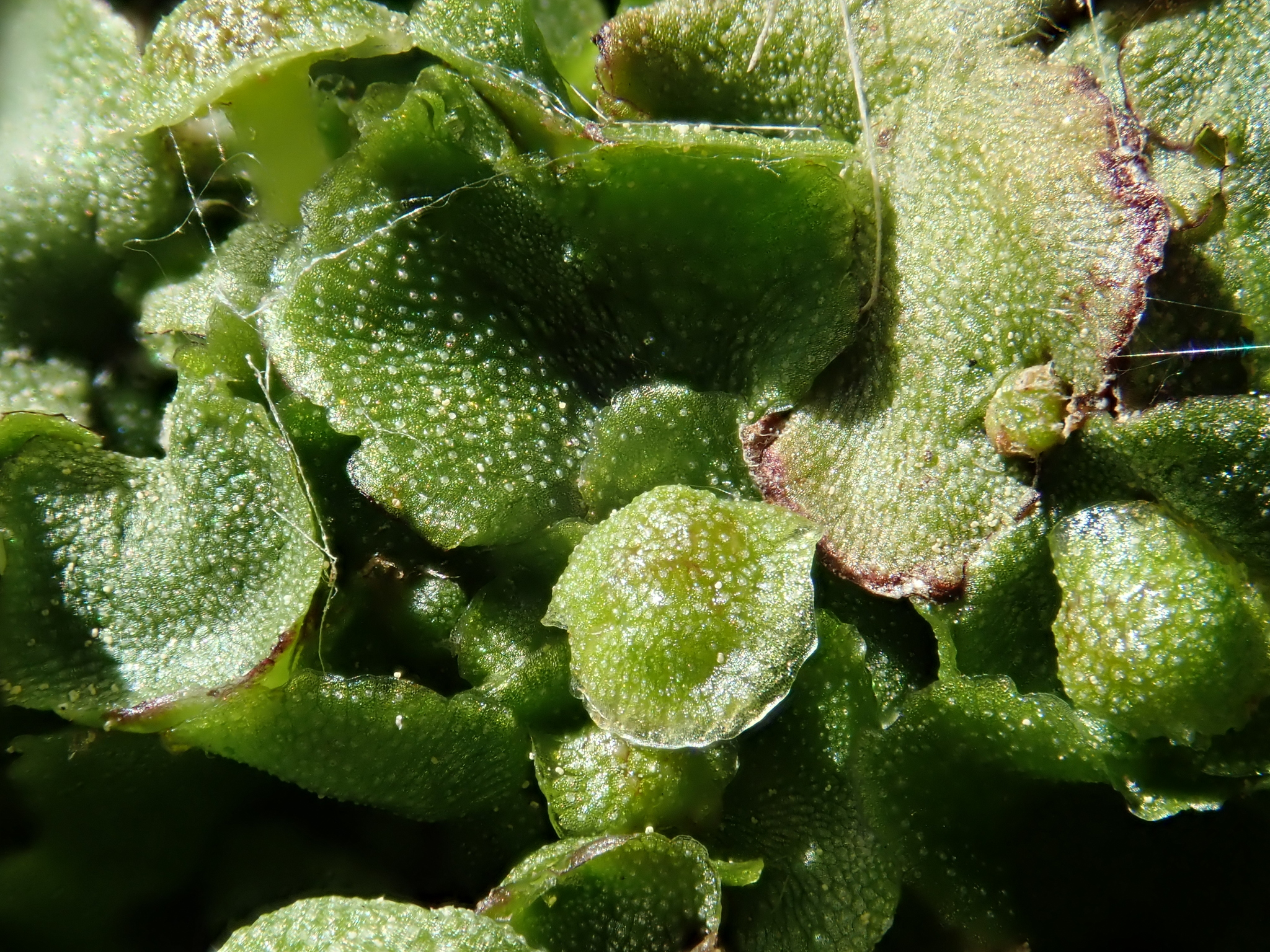
загальний вигляд
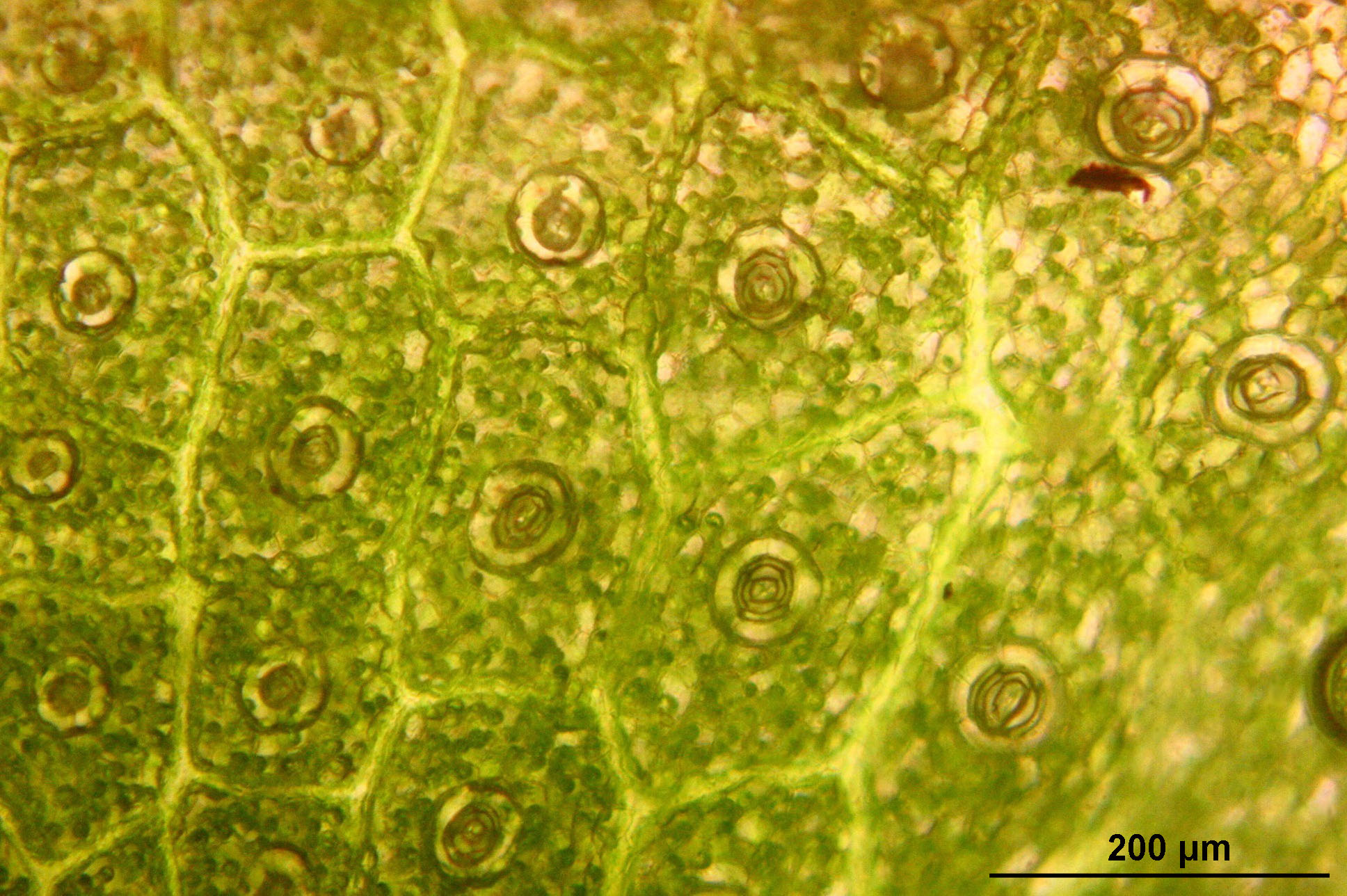
дихальні отвори
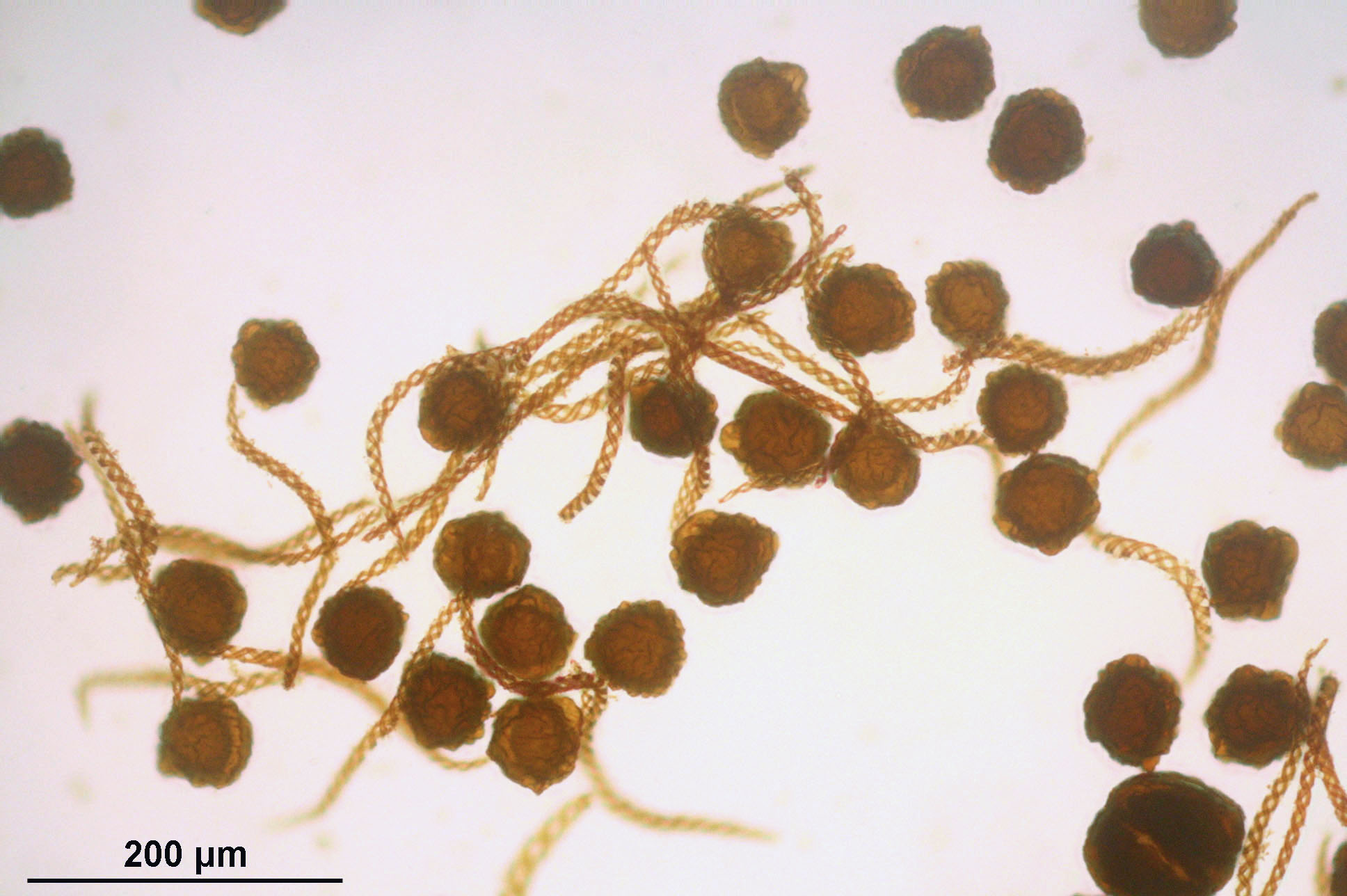
спори
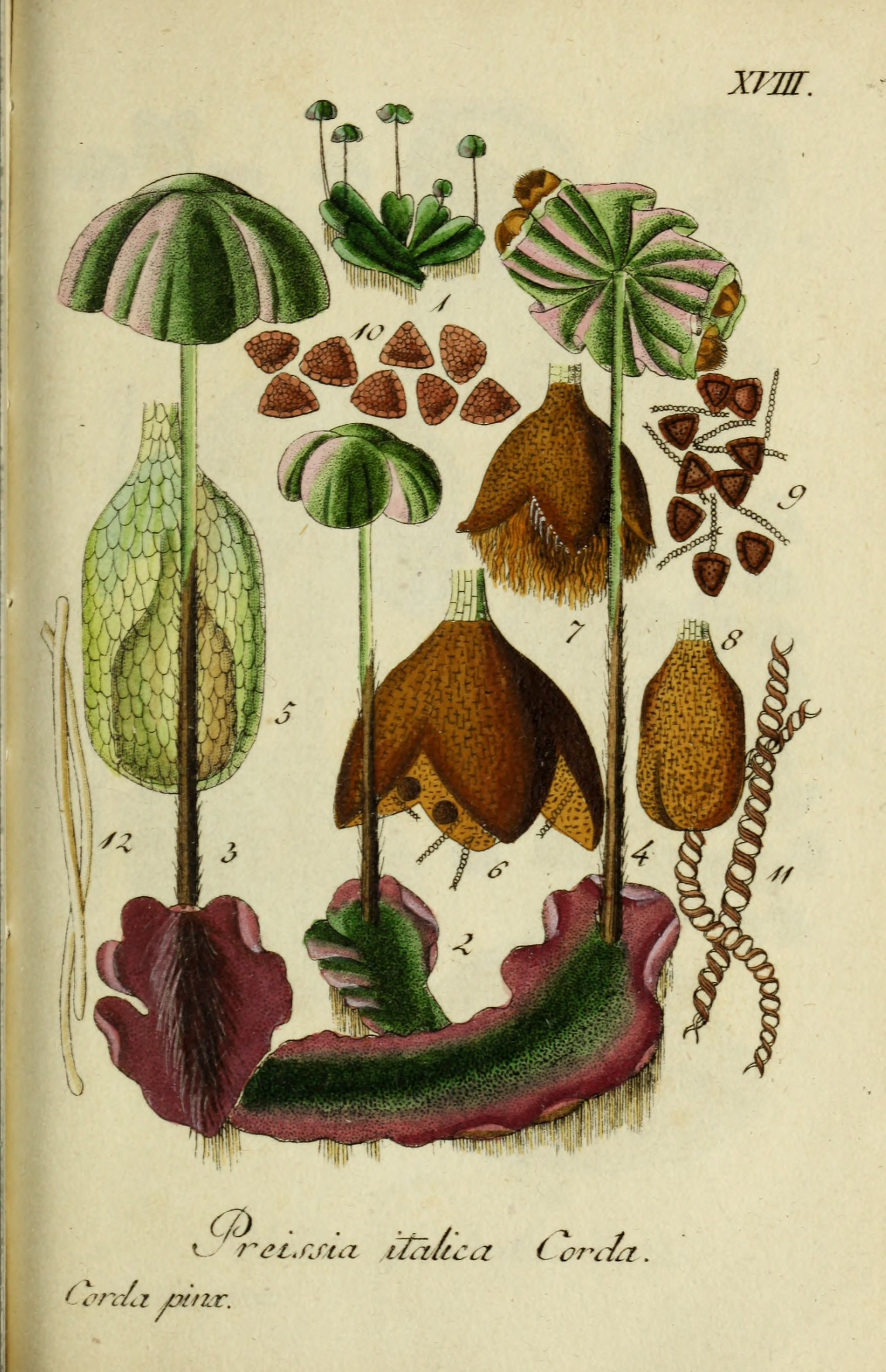
ілюстрація